# Wymott
Wymott – osada w Anglii, w Lancashire. Leży 9,2 km od miasta Preston, 41,2 km od miasta Lancaster i 300,8 km od Londynu. W 2001 miejscowość liczyła 1546 mieszkańców.